# Mio (Michigan)
Mio is een plaats (census-designated place) in de Amerikaanse staat Michigan, en valt bestuurlijk gezien onder Oscoda County.

## Demografie
Bij de volkstelling in 2000 werd het aantal inwoners vastgesteld op 2016.

## Geografie
Volgens het United States Census Bureau beslaat de plaats een oppervlakte van
21,0 km², waarvan 19,3 km² land en 1,7 km² water. Mio ligt op ongeveer 311 m boven zeeniveau.

## Bekende inwoners
- Graham Brown (1984), Amerikaans basketballer

## Plaatsen in de nabije omgeving
De onderstaande figuur toont nabijgelegen plaatsen in een straal van 40 km rond Mio.